# 台湾鰆鲹
台湾鰆鲹（学名：Chorinemus formosanus）为鲹科鰆鲹属的鱼类。分布于日本以及中国南海、台湾海峡等海域。其种加词“formosanus”意为“台湾的”。